# Gancedo (ort)
Gancedo är en ort i Argentina.   Den ligger i provinsen Chaco, i den norra delen av landet, 900 km norr om huvudstaden Buenos Aires. Gancedo ligger 105 meter över havet och antalet invånare är 3 737.
Terrängen runt Gancedo är mycket platt. Runt Gancedo är det mycket glesbefolkat, med 6 invånare per kvadratkilometer..
Trakten runt Gancedo består till största delen av jordbruksmark.